# Mauro Zuliani
Mauro Zuliani (* 23. Juli 1959 in Mailand) ist ein ehemaliger italienischer Leichtathlet, der 1980 mit der 4-mal-400-Meter-Staffel eine olympische Bronzemedaille gewann.
1979 gewann Zuliani den italienischen Meistertitel im 100-Meter-Lauf. Im Jahr darauf startete er bei den Olympischen Spielen in Moskau im 400-Meter-Lauf. Während die beiden anderen Italiener Stefano Malinverni und Roberto Tozzi im Viertelfinale ausschieden, erreichte Zuliani das Halbfinale. In der Aufstellung Malinverni, Zuliani, Tozzi und Schlussläufer Pietro Mennea lief die italienische Staffel im Finale in 3:04,3 min auf den dritten Platz hinter den Staffeln aus der Sowjetunion und der DDR.
1981 gewann Zuliano seinen ersten italienischen Meistertitel über 400 Meter, zwei weitere sollten 1982 und 1986 folgen. Beim Leichtathletik-Weltcup in Rom stellte Zuliani im September 1981 seine persönliche Bestzeit von 45,26 s auf und belegte den zweiten Platz hinter dem US-Amerikaner Cliff Wiley. Bei den Europameisterschaften 1982 in Athen verpasste Zuliani als Neunter knapp den Finaleinzug. Die italienische Staffel mit Mennea, Tozzi, Roberto Ribaud und Zuliani belegte im Finale in 3:03,21 Minuten den sechsten Platz. Im Jahr darauf erreichten Stefano Malinverni, Donato Sabia, Mauro Zuliani und Roberto Ribaud in 3:05,10 Minuten den fünften Platz bei den Weltmeisterschaften in Helsinki.
Bei den Europameisterschaften 1986 in Stuttgart schied Zuliani im Einzelwettbewerb bereits im Vorlauf aus. Die Staffel mit Giovanni Borgioni, Mauro Zuliani, Vito Petrella und Roberto Ribaud lief in 3:01,37 Minuten einen italienischen Rekord, verpasste aber als Vierte trotzdem eine Medaille. In der folgenden  Wintersaison erreichte Zuliani mit dem sechsten Platz bei den Halleneuropameisterschaften 1987 in Liévin seine einzige Finalplatzierung in einem Einzelwettbewerb bei einer kontinentalen Meisterschaft.
Bei einer Körpergröße von 1,75 m betrug sein Wettkampfgewicht 62 kg. Er startete für den Verein Fiamme Oro aus Padua.

## Persönliche Bestzeiten
- 200 Meter: 20,72 s (11. August 1979 in Formia)
- 400 Meter: 45,26 s (5. September 1981 in Rom)